# Themes From William Blake's The Marriage of Heaven and Hell
Albums de Ulver
Nattens Madrigal - Aatte Hymne til Ulven i Manden
(1997) Perdition City
(2000)
Themes From William Blake's The Marriage of Heaven and Hell est le quatrième album studio du groupe norvégien Ulver, sorti en 1998.
Il s'agit de leur premier à être édité par Jester Records, maison de disques fondée par le leader du groupe Kristoffer Rygg après le départ de Century Media pour divergences au sujet de l'orientation musicale du groupe. [réf. nécessaire]
La formation norvégienne entreprend à nouveau un virage à 180 degrés et se tourne vers la musique électronique et l'expérimental, voire à l'industriel, sans pour autant abandonner complètement le metal des débuts. Cependant, les velléités black metal sont définitivement écartées du registre d'Ulver, Krystoffer Rygg se cantonnant depuis cet album au chant clair.
Ce double album a la particularité d'être focalisé sur l'œuvre poétique de William Blake. Les textes sont intégralement tirés du recueil Le Mariage du Ciel et de l'Enfer (The Marriage of Heaven and Hell en anglais), composé à la fin du XVIIIe siècle.
Ihsahn et Samoth d'Emperor ainsi que Fenriz de Darkthrone apparaissent sur A Song Of Liberty, Plates 25–27.

## Liste des pistes
Disque 1
| No  | Titre                          | Durée |
| --- | ------------------------------ | ----- |
| 1.  | The Argument Plate 2           | 4:03  |
| 2.  | Plate 3                        | 2:48  |
| 3.  | Plate 3 Following              | 1:33  |
| 4.  | The Voice of the Devil Plate 4 | 2:49  |
| 5.  | Plates 5-6                     | 2:31  |
| 6.  | A Memorable Fancy Plates 6-7   | 4:24  |
| 7.  | Proverbs of Hell Plates 7-10   | 9:06  |
| 8.  | Plate 11                       | 2:01  |
| 9.  | Intro                          | 3:26  |
| 10. | A Memorable Fancy Plates 12-13 | 5:59  |
| 11. | Plate 14                       | 2:08  |
| 12. | A Memorable Fancy Plate 15     | 4:51  |
| 13. | Plates 16-17                   | 3:17  |

Disque 2
| No | Titre                          | Durée |
| -- | ------------------------------ | ----- |
| 1. | A Memorable Fancy Plates 17-20 | 11:23 |
| 2. | Intro                          | 2:27  |
| 3. | Plates 21-22                   | 3:11  |
| 4. | A Memorable Fancy Plates 22-24 | 4:51  |
| 5. | Intro                          | 3:59  |
| 6. | A Song of Liberty Plates 25-27 | 26:23 |